# ذلب لاقنابي
ذلب لاقنابي (الاسم العلمي:Sansevieria ebracteata) هو نوع من النباتات يتبع جنس الذلب من الفصيلة الهليونية.